# Yasutarō Matsuki
Yasutarō Matsuki (jap. 松木 安太郎 Matsuki Yasutarō; ur. 28 listopada 1957 w Tokio) – japoński piłkarz, reprezentant kraju.

## Kariera klubowa
Od 1973 do 1990 roku występował w klubie Yomiuri.

## Kariera reprezentacyjna
W reprezentacji Japonii zadebiutował w 1984. W reprezentacji Japonii występował w latach 1984–1986. W sumie w reprezentacji wystąpił w 11 spotkaniach.

## Statystyki
| Reprezentacja Japonii | Reprezentacja Japonii | Reprezentacja Japonii |
| Rok                   | Mecze                 | Gole                  |
| --------------------- | --------------------- | --------------------- |
| 1984                  | 3                     | 0                     |
| 1985                  | 6                     | 0                     |
| 1986                  | 2                     | 0                     |
| Razem                 | 11                    | 0                     |